# Абатство Зюндерт
Абатство Зюндерт (на нидерландски: Abdij Zundert), с официално наименование Абатство Мария Туфлюхт (на нидерландски: Abdij Maria Toevlucht) е трапистко абатство до град Зюндерт, провинция Северен Брабант, Източна Нидерландия. Абатството е част от Ордена на цистерцианците на строгото спазване.

## История
През 1899 г. монаси от абатство Конингсхуфен започват изграждането на нов манастир – приорат. На 24 май 1900 е осветен временен параклис. Първоночално общността брои 12 монаси. На 22 юни 1909 монасите са прогонени от манастира и временно намират убежище в абатство Вестмале. След завръщането им общността започва да се увеличава. През 1923 г. е осветена манастирската църква.
На 14 септември 1934 г. приоратът става абатство. През 1975 г. холандския език става богослужебен език. През 2007 г. абат става Daniël Hombergen.
Днес абатството е действащ католически манастир, член на Ордена на цистерцианците на строгото спазване (Ordo Cisterciensis Strictioris Observantiae).
Монашеското братство се състои от 25 монаси. Техният живот се характеризира с мълчание, съзерцание и молитва. Манасите се занимават с биоземеделие, имат и собствена мандра.

## Трапистка бира Зюндерт
През 2011 г. абатство Зюндерт обявява плановете си да открие собствена пивоварна в абатството и да произвежда собствена трапистка бира. Амбициите са първата им бира да бъде произведена в края на 2012 г. През октомври 2012 г. започва строителството на нова абатска пивоварна, което приключва през април 2013 г. Пивоварната е оборудвана с пинонарна инсталация, доставена от Германия. Пивоварната е наречена De Kieviet на птицата обикновена калугерица, която става и емблема на новата пивоварна. В края на пролетта на 2013 г. е сварена първата полутъмна 8 градусова бира Zundert Trappist, която е официално представена пред публиката на 29 ноември 2013 г. 